# الکس (اکلاهما)
الکس(به انگلیسی: Alex) شهری در ایالت اکلاهما کشور ایالات متحده آمریکا است که جمعیت آن در سرشماری سال ۲۰۱۰ میلادی، ۵۵۰ نفر بوده‌است.